# Jan Świerc

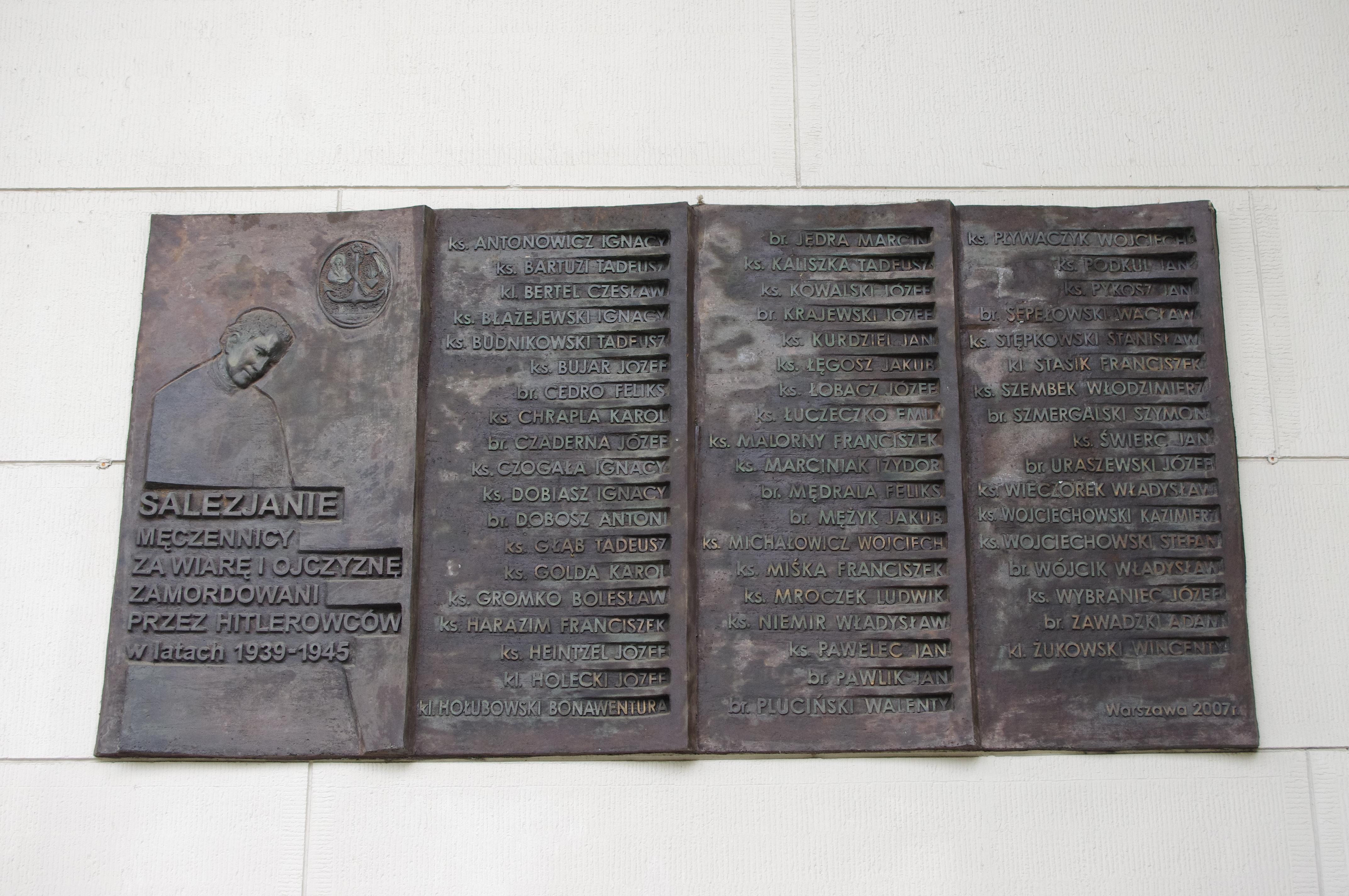
Tablica upamiętniająca salezjanów pomordowanych w czasie II wojny światowej na ścianie Bazyliki Najświętszego Serca Jezusowego w Warszawie

Jan Świerc SDB (ur. 29 kwietnia 1877 w Królewskiej Hucie, zm. 27 czerwca 1941 w KL Auschwitz) – Sługa Boży Kościoła katolickiego, polski duchowny rzymskokatolicki, salezjanin i proboszcz parafii św. Stanisława Kostki w Krakowie na Dębnikach.

## Życiorys

### Młodość
Urodził się w Królewskiej Hucie (obecnym Chorzowie) na Górnym Śląsku jako syn Mateusza i Franciszki z domu Rether. Chrzest św. przyjął w parafii św. Barbary, tam również otrzymali chrzest i z tej parafii wywodzili się duchowni August Froehlich i Józef Słupina - dwaj inni męczennicy czasów nazizmu.
W 1897 r. po ukończeniu gimnazjum w Turynie wstąpił do Zgromadzenia Salezjańskiego we włoskim Ivrei. Następnie studiował filozofię i teologię w Turynie.

### Kapłaństwo
6 czerwca 1903 r. w turyńskiej katedrze otrzymał święcenia kapłańskie z rąk kardynała Augustyna Richelmy. Po powrocie do Polski w 1905 r. został dyrektorem zakładu w Oświęcimiu, o który w tym czasie znajdował się pod zaborem austriackim. W 1911 r. kierował Zakładem im. Lubomirskich w Krakowie przy ul. Rakowickiej. Tam w 1914 r. opiekował się rannymi żołnierzami, by rok później objąć w Oświęcimiu na Zasolu opiekę nad wojennymi uchodźcami z terenów Galicji Wschodniej. Uchodził za dobrego organizatora, otworzył w Kielcach i we Lwowie nowe salezjańskie placówki opiekuńczo-wychowawcze oraz ukończył budowę kościoła Św. Józefa w Przemyślu. W 1938 r. po poważnej chorobie został proboszczem krakowskiej parafii św. Stanisława Kostki i dyrektorem tamtejszej wspólnoty.

### Pobyt w KL Auschwitz i męczeńska śmierć
Wieczorem 23 maja 1941 r. w Krakowie został aresztowany wraz z innymi salezjanami przez Gestapo. Po brutalnym przesłuchaniu w więzieniu na Montelupich został wysłany do niemieckiego obozu koncentracyjnego Auschwitz. 26 maja 1941 r. zaraz po przybyciu został skierowany - wraz z 11 pozostałymi krakowskimi salezjanami - do kompanii karnej (niem. Strafkompanie) na bloku śmierci w Oświęcimiu. Tutaj został brutalnie kopnięty w brzuch, uderzony pejczem w twarz i obrzucony obelgami przez SS-mana.
Dzień później wraz z innymi katolickimi duchownymi i Żydami został skierowany do pracy na żwirowisku. Dostał taczkę, kilof i łopatę, aby w pośpiechu skruszone kamienie załadować na taczkę i w biegu przewieźć do 8-metrowego dołu. Po jakimś czasie z powodu tempa pracy i bicia upadł. Był kopany i bity pejczem przez kapo, zwanego przez więźniów Krwawym Franzem, który w końcu zamordował ks. Jana Świerca, łamiąc mu kręgosłup i uderzając kamieniem w głowę.

## Proces beatyfikacyjny
Był jednym z 122 Sług Bożych, wobec których 17 września 2003 r. rozpoczął się proces beatyfikacyjny drugiej grupy polskich męczenników z okresu II wojny światowej. 24 maja 2011 r. w Pelplinie zakończył się etap diecezjalny, a wszystkie dokumenty przesłano do Kongregacji Spraw Kanonizacyjnych w Rzymie. Decyzja Księży Salezjanów z procesu wydzielono przedstawicieli tegoż Zgromadzenia z obu prowincji. Proces beatyfikacyjny prowadzony jest obecnie pod tytułem Sprawa beatyfikacji Sług Bożych ks. Jana Świerca i VIII towarzyszy.